# Ivan Hirst
Ivan Hirst, född 4 mars 1916, död 10 mars 2000, var en brittisk arméofficer och ingenjör. Han är känd för sin bärande roll i uppbyggnaden av Volkswagen under den brittiska militärregeringens ledning efter andra världskriget (1945–1949).

## Biografi
Ivan Hirsts föräldrar var Florence och Fred Hirst och Ivan Hirst växte upp i Greenfield. Hans familj var grundare och ägare till Hirst Bros & Co. Bolaget sålde framgångsrikt klockor, optisk utrustning, läder och glasögon. Bolaget började efter första världskriget att själva tillverka klockor sedan import försvårats av kraftigt höjda tullar. En fabrik byggdes i Saddleworth utanför Oldham under namnet Tame Side. Ivan Hirst studerade optikvetenskap på Manchester College of Technology. Han drev sedan tillsammans med sin fru som han träffat under studietiden en optikaffär. Han gjorde samtidigt militär karriär och utsågs till löjtnant 1937 och kapten 1939. Han kallades in för tjänstgöring när andra världskriget startade och utsågs till major 1940. Han anslöt till de brittiska ingenjörstrupperna Royal Electrical & Mechanical Engineers (REME).
Ivan Hirst blev skickad av sina överordnade till Wolfsburg för att ansvara för Volkswagenfabriken 1945. I början reparerades där den brittiska militärens fordon men behovet av bilar var stort hos britterna som var stationerade i Tyskland. Under Hirsts ledning på plats återupptogs produktionen och kunde efterhand utökas då den brittiska militären beställde 20 000 Volkswagen. Under de första åren rådde stor råvaru- och personalbrist men Volkswagen kunde genom att vara under brittisk kontroll få förtur till plåt till bilarna. Hirst drev också på kvalitetsförbättringar i produktionen och ökad arbetsplatssäkerhet.
Hirst lämnade Volkswagen 1949. Han efterträddes som chef för Volkswagen av Heinrich Nordhoff som han själv varit med och rekryterat. Nordhoff kom att förneka Hirsts insats för Volkswagen och först under hans efterträdare Kurt Lotz kom Hirst att få ett erkännande för sina insatser för Volkswagen och började bjudas in till Volkswagens evenemang. Hirst arbetade senare vid OECD i Paris fram till pensioneringen 1976. Han flyttade då hem till Storbritannien. I Wolfsburg har han fått gatan Major-Hirst-Strasse uppkallad efter sig.